# 大興村土石流掩埋事件
大興村土石流掩埋事件是指在2001年7月29日臺灣花蓮縣光復鄉大興村因遭到桃芝颱風侵襲導致嘉濃溪爆發土石流災情，使大興村6、7、8鄰遭到土石流掩埋。

## 事件經過
- 2001年7月28日，中央氣象局發布桃芝颱風之陸上颱風警報。[5]
- 2001年7月29日，桃芝颱風，在花蓮縣秀姑巒溪口登陸後花蓮縣開始降下大雨。[5]
- 2001年7月30日，晚間11點，清水溪上游之嘉濃溪（原住民稱為 Garunrun）[6]爆發土石流並衝入大興村第6、7、8鄰。[5]
- 2001年7月30日，清晨5點中華民國國軍及其他相關救難人員正式進駐救災。[7]
- 2001年7月30日，時任中華民國總統陳水扁與中華民國副總統呂秀蓮前往大興村現場勘災。[5]
- 2001年7月31日，上午6點30分，民間團體慈濟醫學中心醫療隊進駐大興村協助救災。[8]
- 2001年8月1日，陳水扁與呂秀蓮第二度前往大興村現場勘災。[5]

## 事件調查
在這起土石流滅村事件後，總計大興村全村184戶之中有近150戶遭土石流掩埋，共造成27人死亡、16人失蹤以及8人受傷。

## 災害圖集

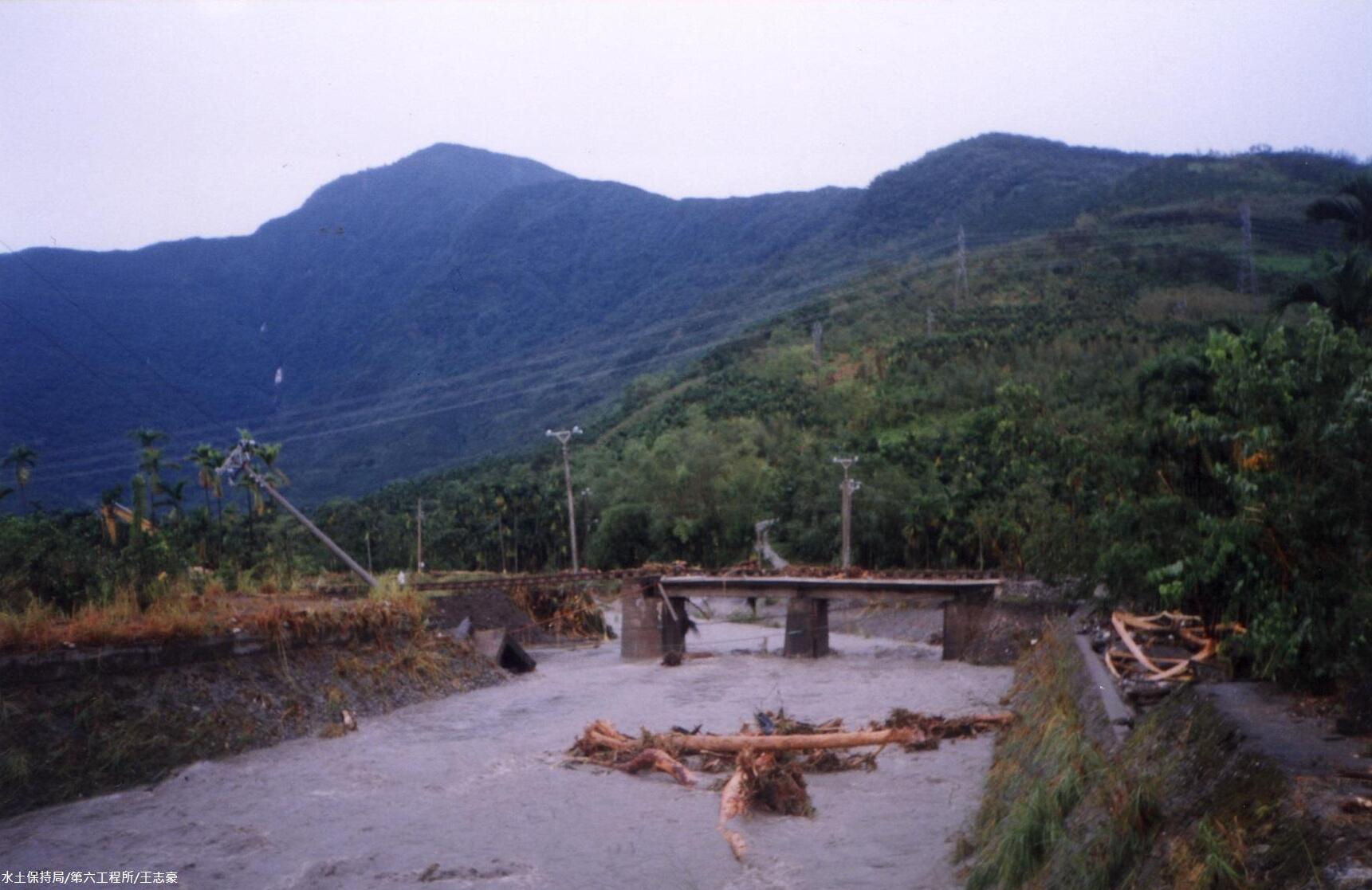
臺鐵臺東線鐵路橋台遭沖毀，部份上游大興村罹難村民的遺體在此處尋獲
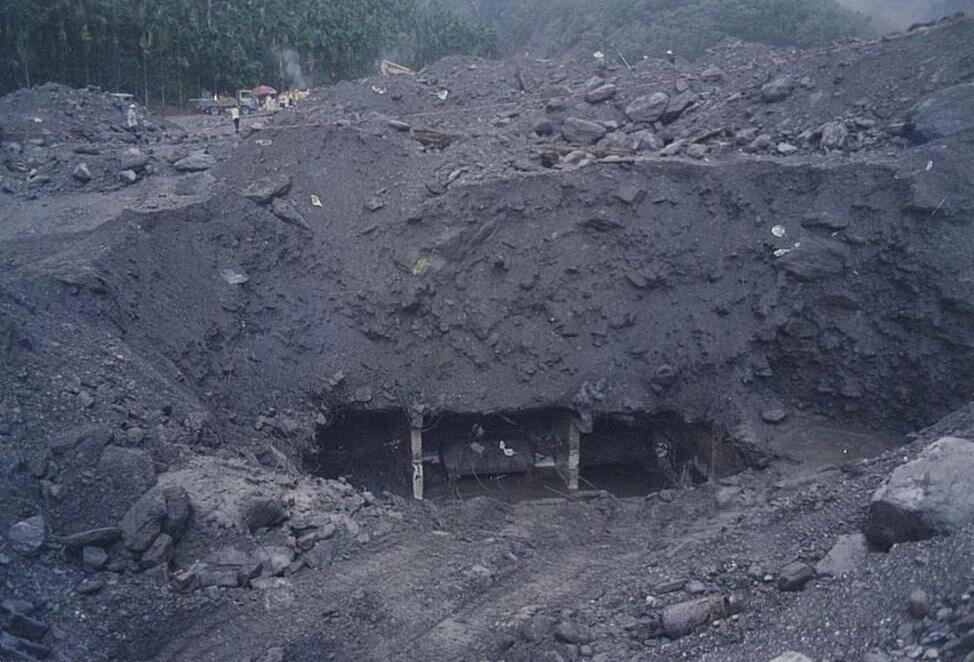
遭土石流掩埋的大興村民宅其中一棟
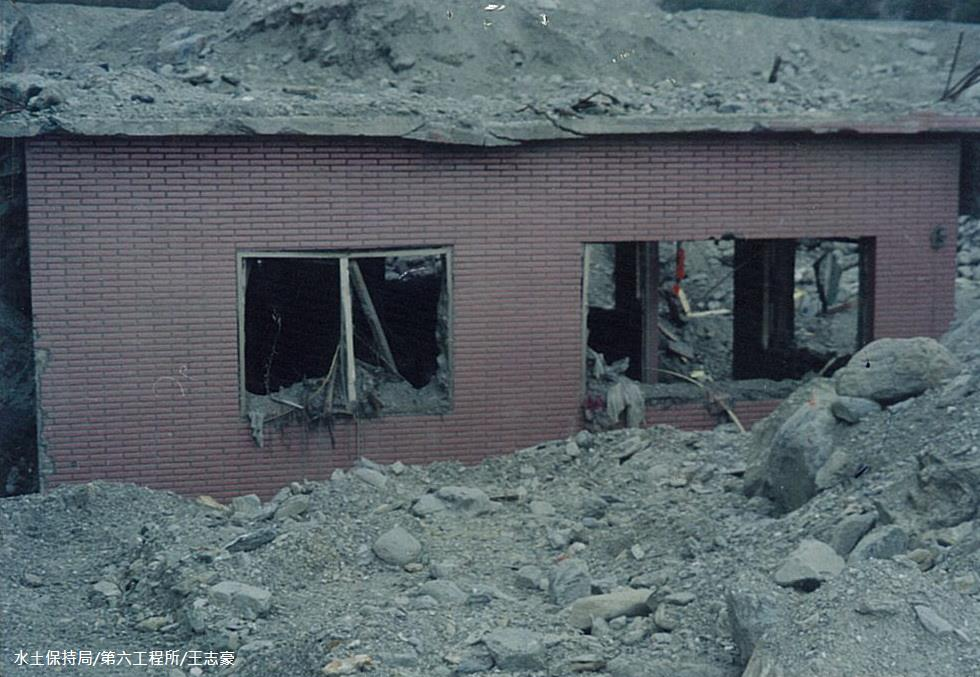
遭土石流掩埋的大興村民宅其中一棟

### 地理環境
大興村為一座典型的山谷出口沖積扇村落，總面積約四百餘公頃，居民以當地原住民族居多，並也有部分來自約40年前八七水災而從西部遷戶至此的客家人與閩南人。大興村位在的山谷出口為三條山澗溪流匯集成嘉濃溪，山谷口為沖積扇三角形頂點，頂點至底邊約四公里，而台鐵花東線為三角形底邊。嘉濃溪沿大興村北側流向花蓮溪，最後在花蓮縣南濱出海口流入太平洋。

### 事發原因
該事件中，引發的條件之一是「與河道爭地」，由於大興村位處在兩條溪流從山谷出到平原區的匯流處，是所謂的谷口沖積扇，也是土石方的堆積段，一旦大雨降臨隨時會發生危險。然而，大興村民卻利用建造堤防來抑制河道的流向，也導致河道寬度縮減，而河道縮減後所衍生的土地來建造房舍和種植檳榔使得水土保持不佳。再加上桃芝颱風所夾帶的雨勢讓花蓮縣光復鄉單一小時的降雨量就達到了156公釐，相當於該地區1年頻率的降雨強度，導致山林無法吸收過多的水量而引發土石流，讓約150萬立方公尺的土石衝入過於狹窄的河道後越過堤防淹沒村莊。

## 統計數據
- 截止至2001年10月1日

### 動員人次
| 動員單位      | 動員人次 |
| ------------- | -------- |
| 中華民國國軍  | 35460    |
| 中央政府      | 2650     |
| 縣政府/鄉公所 | 3115     |
| 民間救災機構  | 21800    |
| 全數總計      | 62125    |

### 機具動員次數
| 動員機具             | 投入輛次 |
| -------------------- | -------- |
| 挖土機               | 1080     |
| 載重傾卸車（砂石車） | 362      |
| 推土機               | 215      |
| 鏟土機               | 213      |
| 消防車               | 176      |
| 澆水車               | 172      |
| 救護車               | 197      |
| 全部總計             | 2415     |

## 後續發展

### 紀念公園
花東縱谷國家風景區在事件發生後隔年規劃並興建「大興瀑布土石流紀念公園」，然而其公園解說牌在2011年更新時將事件發生年代誤植多了7年導致當地民眾反彈，後續花東縱谷國家風景區管理處處長洪東濤表示，將會再修正，並且由於土石流紀念公園已完工超過10年，導致設施老舊，預計2014年編列經費整修，目前委外由規劃公司設計，將會在2014年年底完工。

## 資料來源
1. 1 2 3 4 5 6  萱宇、姚璋. . 2007-01-11  [2015-06-03]. （原始内容存档于2016-03-05） （中文（臺灣））.
2. 1 2 3  . 花蓮縣秀林鄉和平國民小學.   [2015-06-03]. （原始内容存档于2016-03-04） （中文（臺灣））.
3. ↑   (PDF). 中華民國大地工程學會. 2001-08-20  [2014-05-16]. （原始内容 (PDF)存档于2014-05-17） （中文（臺灣））.
4. ↑  孫志鴻、范正成. .   [2014-05-16]. （原始内容存档于2014-05-17） （中文（臺灣））.
5. 1 2 3 4 5 6 7 8  彭華泰. . 臺灣省土木技師公會. 2005-05-07  [2015-06-03]. （原始内容存档于2016-03-04） （中文（臺灣））.
6. ↑  . 財團法人臺灣智庫.   [2015-06-03]. （原始内容存档于2015-09-24） （中文（臺灣））.
7. 1 2  花孟璟. . 自由時報. 2001-08-01  [2015-06-03]. （原始内容存档于2019-01-15） （中文（臺灣））.
8. ↑  . 佛教慈濟綜合醫院.   [2015-06-03]. （原始内容存档于2004-12-15） （中文（臺灣））.
9. ↑  花孟璟. . 自由時報. 2014-02-22  [2015-06-03]. （原始内容存档于2016-03-04） （中文（臺灣））.